# Position Sensitive Device
Ein Position Sensitive Device bzw. Position Sensitive Detector (PSD, engl., dt. „positions-/lageempfindlicher Detektor“) ist ein optischer Positionssensor (OPS), der die ein- oder zweidimensionale Position eines Lichtpunktes messen kann.

## Prinzipien
PSDs arbeiten nach verschiedenen Prinzipien. Grundsätzlich kann man diese in zwei Klassen einteilen: Zum einen die analogen Sensoren, die eine isotrope Sensoroberfläche haben und kontinuierliche Positionsinformation liefern, zum anderen diskrete Sensoren, deren Oberfläche rasterartig strukturiert ist und die daher eine diskrete Ortsinformation liefern.

### Analoge Sensoren

Prinzipieller Aufbau eines PSD auf Basis einer pin-Diode

In der technischen Anwendung steht der Begriff Position Sensitive Device (PSD) meist für an zwei oder vier gegenüberliegenden Seiten an der Deckelektrode kontaktierte großflächige Photodioden (meist eine pin-Diode). Hierfür ist die weitere Interpretation der Abkürzung PSD als position sensitive diode gebräuchlich.
Die Deckelektrode besitzt einen vergleichsweise hohen, einheitlichen Flächenwiderstand. Die Diode wird punktförmig belichtet. Im Bereich der Belichtung entsteht ein Fotostrom, der je nach Lichtposition in einem bestimmten Verhältnis über die an den Rändern gegenüber liegenden Kontaktierungen a–c bzw. b–d abfließt. Aus den Strömen {\displaystyle I_{a}}, {\displaystyle I_{b}}, {\displaystyle I_{c}} und {\displaystyle I_{d}} kann der Ort der Belichtung aus folgenden Formeln berechnet werden.
{\displaystyle x=k_{x}\cdot {\frac {I_{b}-I_{d}}{I_{b}+I_{d}}}}
und
{\displaystyle y=k_{y}\cdot {\frac {I_{a}-I_{c}}{I_{a}+I_{c}}}}
Dabei sind {\displaystyle k_{x}} und {\displaystyle k_{y}} Skalierungsfaktoren, die z. B. eine näherungsweise Transformation in metrische Koordinaten erlauben.
Vorteil des Verfahrens ist die kontinuierliche Messung der Position mit Messraten bis über hundert Kilohertz. Die Positionsmessung ist weitgehend unabhängig von der Größe des Lichtpunktes.
Neben der Position kann auch die Intensität des Signals gemessen werden. So können beispielsweise Trägerfrequenzen oder Informationen mit übertragen werden.
Nachteilig ist die Abhängigkeit der Ortsmessung von der Form des Lichtpunktes sowie der nichtlineare Zusammenhang von Strömen und Ort, die durch spezielle Elektrodenformen teilweise kompensiert werden können.
Die aktive Fläche kann 2 × 2 mm bis 45 × 45 mm betragen.

### Diskrete Sensoren

#### Serielle Auswertung
Das am weitesten verbreitete Sensorprinzip für Anwendungen mit weniger als 1 kHz Messrate ist die CCD- oder CMOS-Kamera. Der Sensor ist bei ihnen in einzelne Felder, sogenannte Pixel, unterteilt, deren Belichtungswert sequentiell ausgelesen werden kann. Die Position des Lichtpunktes kann mit den Methoden der photogrammetrischen Bildmessung direkt aus der Helligkeitsverteilung berechnet werden.

#### Parallele Auswertung

Funktionsprinzip eines diskreten PSDs nach (Lit.: Massari) mit paralleler Auswertung. Der gelbe Kreis markiert die beleuchtete Fläche.

Für schnellere Anwendungen wurden Matrixsensoren mit paralleler Auswertung entwickelt. Dabei wird sowohl zeilenweise als auch spaltenweise die Beleuchtungsstärke jedes Pixels mit einem globalen Schwellwert verglichen. Die Vergleichsergebnisse werden zeilen- und spaltenweise mit einem logischen ODER verknüpft. Aus allen Spalten und allen Zeilen die ein Element enthalten das heller ist als der vorgegebene Schwellwert (im Bild rot markiert) wird jeweils der Mittelwert der Koordinaten berechnet und ausgegeben: Das ist die gesuchte Koordinate des Lichtpunktes.